# Cratere Lara
Lara  è un cratere sulla superficie di Venere.